# Content Management Interoperability Services
Content Management Interoperability Services (CMIS, сервисы взаимодействия при управлении контентом) — предлагаемый ведущими производителями пакет стандартов, состоящий из набора веб-сервисов для совместного использования информации, хранимой в несвязанных между собой хранилищах контента. 
Данный набор стандартов предназначен для обеспечения стандартизованных возможностей взаимодействия пользователей и приложений, совместно использующих различные хранилища контента. Первую техническую спецификацию для веб-сервисов для обмена контентом между ЕСМ-системами подготовили совместно специалисты EMC, IBM, Microsoft, Alfresco, Open Text, SAP, Day Software и Oracle и подали заявку на стандартизацию в OASIS. Заявка опубликована в открытом доступе для публичного обсуждения.
Содержательно, CMIS — это набор технических спецификаций модели предметной области для взаимодействия с репозиториями ECM-систем посредством веб-служб. CMIS содержит предметно-ориентированную модель данных управления контентом, набор базовых сервисов, работающих с моделью данных и поддержку протоколов взаимодействия этих сервисов, включая: SOAP и REST / Atom.

## Преимущества CMIS
Спецификация CMIS содержит описание интерфейса для веб-сервисов, который:
- разработан для работы с существующими хранилищами, позволяя пользователям создавать и совершенствовать приложения, поддерживающие одновременную работу с множеством хранилищ — делая доступным контент, который они уже имеют
- отделяет веб-сервисы и контент от хранилища контента, позволяя пользователям управлять контентом независимо
- обеспечивает базовые веб-сервисы и интерфейс Web 2.0, что ощутимо упрощает разработку приложений
- является платформой разработки, которая не зависит от языка программирования
- поддерживает разработку композитных приложений и мэшапы (mash-up) бизнес- или ИТ-аналитиками
- обеспечивает рост сообщества независимых разработчиков программного обеспечения

## Историческая справка
В основании набора стандартов CMIS лежат начальные разработки сценариев использования, произведённые инициативной группой iECM Initiative

спонсированные AIIM.
Текущий проект

по развитию возможности взаимодействия

между ECM-системами развивается благодаря совместным усилиям государственных и коммерческих организаций, вендоров и консультантов.